# كريس هيكر
كريس هيكر (بالإنجليزية: Chris Hecker)‏ هو مهندس أمريكي، ولد في 1970 في سانت لويس في الولايات المتحدة.